# Нескоромний Дмитро Анатолійович
Дмитро́ Анато́лійович Нескоро́мний (нар. 5 травня 1978, м. Луганськ)) — український військовик, полковник. Заступник Голови Служби безпеки України з 1 липня по 8 листопада 2019 року. Керував операцією із затримання одного з «діамантових прокурорів».
Перший заступник Голови СБУ — начальник ГУ по боротьбі з корупцією та організованою злочинністю Центрального управління СБУ з 8 листопада 2019 року до 13 березня 2020 року.

## Життєпис
Закінчив Луганський інститут внутрішніх справ МВС України за спеціальністю «Правознавство» (1999), Національну академію СБУ (2000). Кандидат юридичних наук.
1999 р. — початок військової служби в органах державної безпеки (обіймав посади від оперуповноваженого регіонального управління Служби безпеки до заступника начальника Головного управління по боротьбі з корупцією та організованою злочинністю СБУ).
2018 р. — призначений заступником начальника Головного управління СБУ у м. Києві та Київській області.
За сумлінне ставлення та досягнення конкретних позитивних результатів у роботі нагороджений відомчою відзнакою Служби безпеки «Вогнепальна зброя».

## Скандали
27 січня 2021 року СБУ оголосило Нескоромному підозру в організації замаху на бригадного генерала СБУ, начальника ГУ внутрішньої безпеки СБУ Андрія Наумова. Спецслужба оприлюднила низку доказів у справі, зокрема, переговори Нескоромного і ще одного організатора замаху Юрія Расюка, якого затримали під час передачі грошей.
29 січня 2021 року у мережі з'явився аудіозапис розмов ексзаступника глави СБУ полковника Дмитра Нескоромного, які можуть свідчити про його зв'язки з російським ФСБ. На записах Нескоромний розмовляє із двома особами. Одного з них він вітає з Новим роком «за московським часом», а через другого — він називає його Владика, передає привіт «нашій московській сім'ї».